# Liste der Biografien/Barm
Liste der Biografien |
Portal Biografien |
Personensuche
# |
A |
B |
C |
D |
E |
F |
G |
H |
I |
J |
K |
L |
M |
N |
O |
P |
Q |
R |
S |
T |
U |
V |
W |
X |
Y |
Z |
?
 
Ba |
Be |
Bd |
Bg |
Bh |
Bi |
Bj |
Bl |
Bm |
Bn |
Bo |
Br |
Bs |
Bu |
Bw |
By |
Bz
 
Baa |
Bab |
Bac |
Bad |
Bae |
Baf |
Bag |
Bah |
Bai |
Baj |
Bak |
Bal |
Bam |
Ban |
Bao |
Bap |
Baq |
Bar |
Bas |
Bat |
Bau |
Bav |
Baw |
Bax–Baz
 
Bara |
Barb |
Barc |
Bard |
Bare |
Barf |
Barg |
Barh |
Bari |
Barj |
Bark |
Barl |
Barm |
Barn |
Baro |
Barp |
Barq |
Barr |
Bars |
Bart |
Baru |
Barv |
Barw |
Bary |
Barz
Die Liste der Biografien führt alle Personen auf, die in der deutschsprachigen Wikipedia einen Artikel haben. Dieses ist eine Teilliste mit 39 Einträgen von Personen, deren Namen mit den Buchstaben „Barm“ beginnt.

## Barm

### Barma
- Barma, Iwan, russischer Architekt
- Barma, Lucie (* 1962), kanadische Freestyle-Skisportlerin
- Barmaki, Hamida (1970–2011), afghanische Juristin und Menschenrechtsaktivistin
- Barman, Maurice (1808–1878), Schweizer Politiker, Offizier, Staatsrat, Nationalrat
- Barman, Swapna (* 1996), indische Siebenkämpferin
- Barman, Tom (* 1972), belgischer Musiker und Filmregisseur
- Bärmann, Christian, deutscher Journalist, freier (Hörbuch-)Autor und Chefredakteur
- Bärmann, Georg Friedrich (1717–1769), deutscher Mathematiker
- Bärmann, Georg Nikolaus (1785–1850), deutscher Schriftsteller
- Bärmann, Johannes (1905–1991), deutscher Jurist und Hochschullehrer
- Barmao, Samson Kiprono (* 1982), kenianischer Marathonläufer
- Barmasai, Bernard (* 1974), kenianischer Langstreckenläufer
- Barmasai, Ester (* 1972), kenianische Marathonläuferin
- Barmaschow, Dmitri (* 1985), kasachischer Freestyle-Skier
- Barmat, Henry, deutscher Kaufmann
- Barmat, Julius (1889–1938), deutscher Angeklagter in einem Korruptionsprozess

### Barmb
- Barmby, John Goodwyn (1820–1881), britischer Frühsozialist und Unitarier
- Barmby, Nick (* 1974), englischer Fußballspieler und -trainer
- Barmby, Pauline (* 1972), kanadische Astronomin und Professorin an der University of Western Ontario

### Barme
- Barme, Stefan (* 1966), deutscher Sprachwissenschaftler
- Bärmeier, Erich (1928–2015), deutscher Verleger, Herausgeber und Kommunalpolitiker (SPD)
- Barmet-Schelbert, Monika (* 1961), Schweizer Politikerin (CVP) und Kantonsrätin des Kantons Zug
- Barmettler, Agnes (* 1945), Schweizer Malerin und Zeichnerin
- Barmettler, Franziska (* 1982), Schweizer Politikerin (GLP)
- Barmettler, Heinz (* 1987), Schweizer und dominikanischer Fußballnationalspieler
- Barmettler, Kaspar Joseph (1745–1810), Schweizer Politiker
- Barmettler, Maia (* 1981), Schweizer Skirennfahrerin
- Barmettler, Stefan (* 1958), Schweizer Journalist und Chefredaktor (Handelszeitung)
- Barmeyer, Christoph (* 1967), deutscher Kommunikationswissenschaftler
- Barmeyer, Heide (* 1940), deutsche Historikerin

### Barmi
- Bärmig, Johann Gotthilf (1815–1899), deutscher Orgelbauer
- Barmin, Wladimir Pawlowitsch (1909–1993), sowjetischer Ingenieur
- Barmitsch, Marija Jakowlewna (1934–2023), sowjetische bzw. russische Linguistin und Hochschullehrerin

### Barmo
- Barmore, Christian (* 1999), US-amerikanischer American-Football-Spieler
- Barmoš, Jozef (* 1954), tschechoslowakischer Fußballspieler
- Barmou, Falké († 2002), nigrischer Architekt
- Barmou, Moussa Salaou, nigrischer Oberstmajor

### Barmu
- Barmüller, Thomas (* 1964), österreichischer Politiker (FPÖ, LIF), Abgeordneter zum NationalratThomas Barmüller (* 1964)

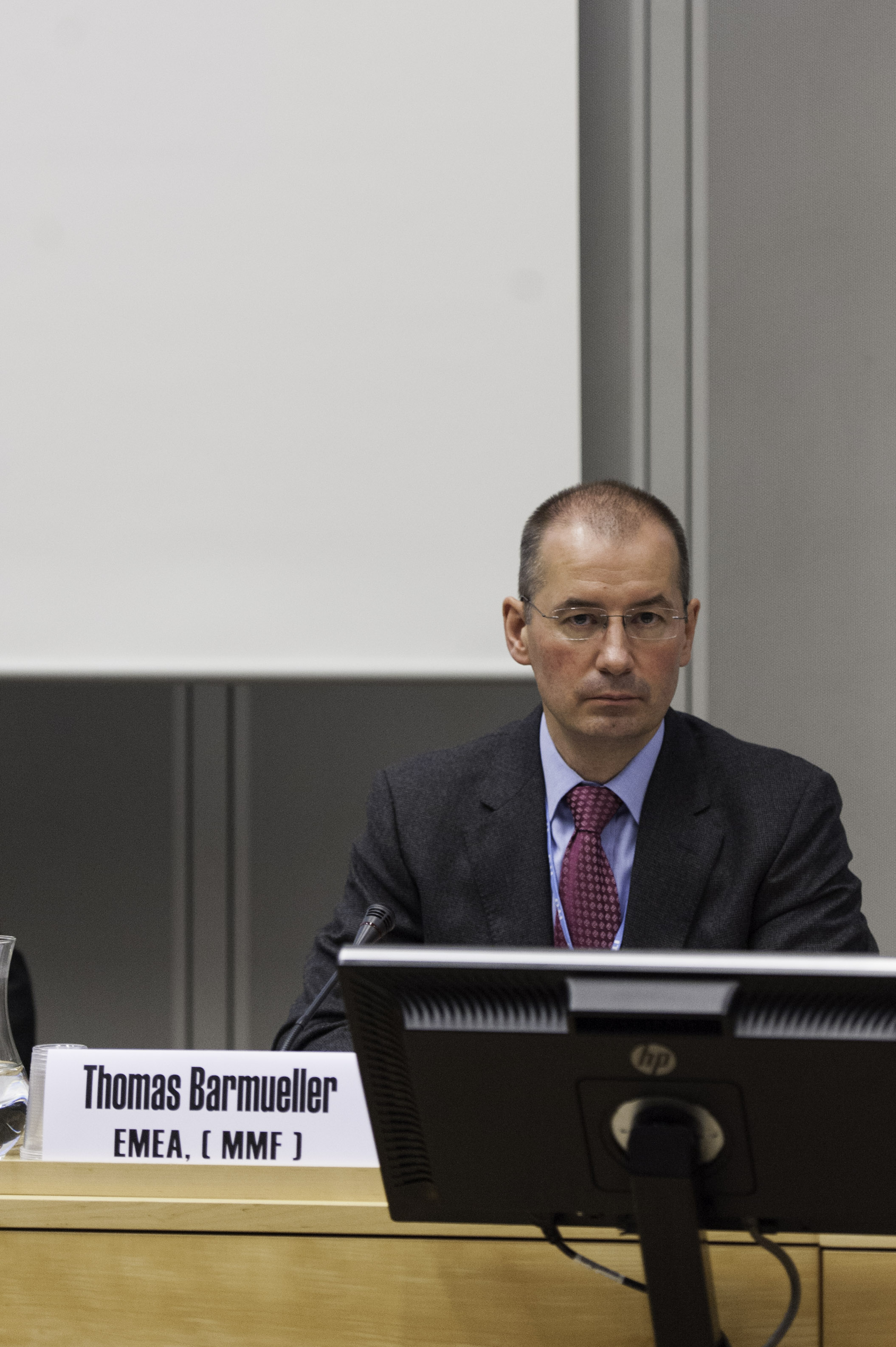
Thomas Barmüller (* 1964)

### Barmw
- Barmwoldt, Wolfdietrich (* 1941), deutscher Seemann